# Rhett Butler
(Rhett in Via col vento)
Rhett Butler è un personaggio immaginario del romanzo Via col vento di Margaret Mitchell e di varie pellicole cinematografiche e televisive, noto in particolare per l'omonimo film del 1939 di Victor Fleming, vincitore di 10 Oscar.

## Casting

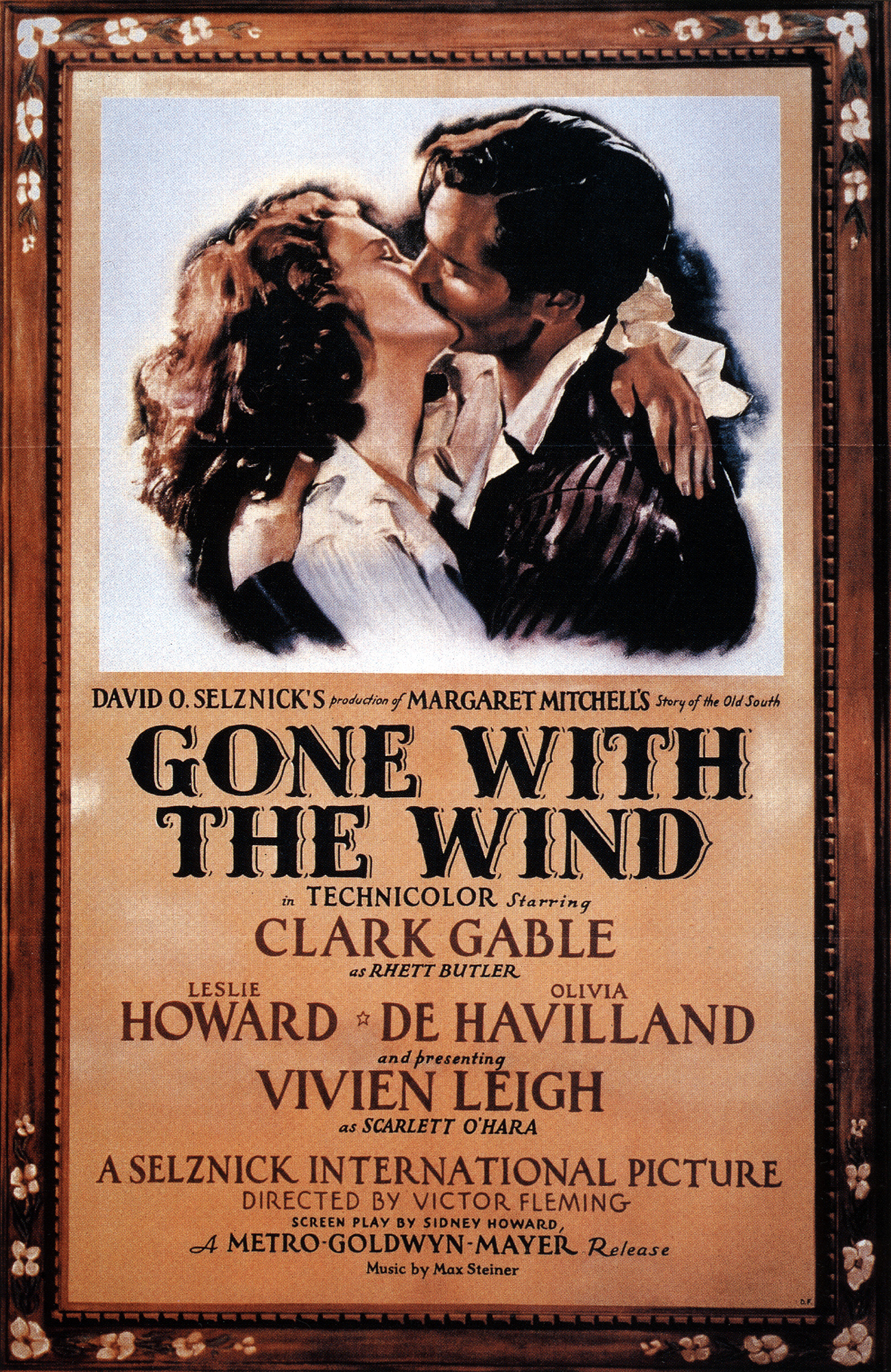
Poster originale del film Via col vento del 1939

Quando Selznick propose il film alla Warner Bros., i due principali candidati ad interpretare le parti di Rossella e Rhett erano Bette Davis ed Errol Flynn. I due, tuttavia erano poco tempo prima venuti a lite e mal si sopportavano: Selznick avrebbe dovuto cambiare almeno uno dei due, ma poi gli accordi con la WB saltarono e Selznick fu costretto a ripiegare altrove. Una volta accordatosi con la MGM Selznick rimase indeciso se contattare Clark Gable o Gary Cooper, ma quando quest’ultimo rispose affermando:
Il produttore non ebbe più dubbi e assegnò la parte a Clark Gable senza indugiare e con l’approvazione di tutto il pubblico americano; la MGM fu d’accordo fin dall’inizio e Gable venne scritturato. In quel periodo Gable stava divorziando da Ria Langham e la moglie voleva 400.000 dollari per concedere il divorzio al marito; questi, tuttavia, non era in grado di pagare una somma così alta tutta insieme, ma alla fine ricevette come compenso 400.000 per il divorzio, più 120.000 dollari per sé.

## Caratteristiche del personaggio

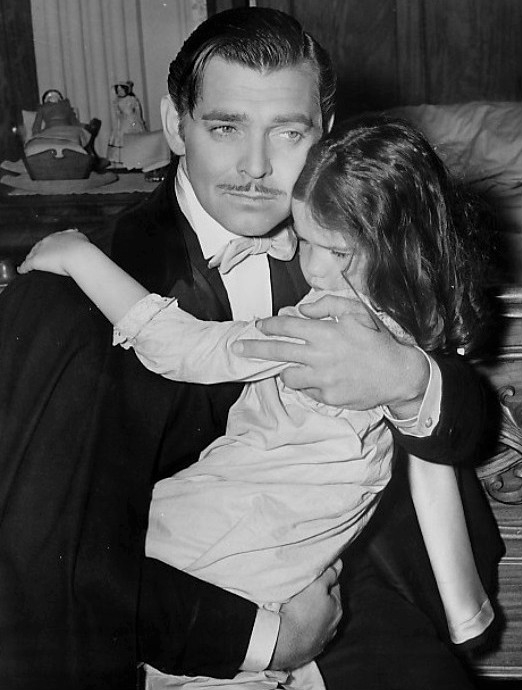
Rhett e Diletta

Dopo essere stato rinnegato dalla sua famiglia (principalmente da suo padre), è diventato un giocatore professionista, e ad un certo punto partecipa alla corsa all'oro. Sembra amare sua madre e sua sorella Rosemary, ma ha un rapporto contraddittorio con suo padre che non si risolve mai. Ha anche un fratello più giovane che non viene mai nominato e una cognata (per i quali non prova alcun rispetto); il fratello possiede una piantagione di riso. Rhett è il tutore di un ragazzino che frequenta il collegio a New Orleans; si intende facilmente che questo ragazzo è il figlio di Bella Watling (che Bella menziona brevemente a Melania), e forse anche il figlio illegittimo di Rhett.
Nonostante sia stato cacciato da West Point, il Rhett del romanzo è ovviamente molto ben educato, citando i grandi della storia e letteratura, da Shakespeare alla storia classica alla filosofia tedesca. Ha anche una vasta conoscenza delle donne (sempre ad eccezione di Rossella), sia fisicamente che psicologicamente, che Rossella considera "indecente" (ma dalla quale è sempre attratta). Rhett ha un enorme rispetto di Melania, ma molto poco per Ashley. La comprensione di Rhett della natura umana si estende anche ai bambini, egli è un genitore molto affettuoso anche con i figli di Rossella avuti dai suoi precedenti matrimoni di quanto non sia lei stessa (nel film vi sarà solo Diletta); ha una particolare affinità con suo figlio Wade, ancor prima che Wade sia il suo figliastro. Quando nasce Diletta, Rhett la cura e le dedica tutte le attenzioni che neanche Rossella, la madre, le darà mai; la morte della bambina sarà un durissimo colpo per lui e segnerà la fine del suo amore per Rossella.
Rhett decide anche di unirsi all'esercito confederato; ma solo dopo la sua sconfitta ad Atlanta, e quando la "causa", per così dire, è già persa. Questo aspetto del personaggio è completamente in disaccordo con la previsione della sconfitta meridionale alla vigilia delle ostilità. Rhett crede da sempre (e lo dice pubblicamente) che il Sud è destinato a perdere. E non ha rischiato né la sua vita, né la sua fortuna per la causa del Sud.
Nei sequel Rossella, scritto da Alexandra Ripley, e Il mondo di Rhett, scritto da Donald McCaig, Rossella riesce finalmente a far tornare Rhett.

## Famiglia
In Via col vento solo la sua sorella minore Rosemary ha un nome; suo fratello e sua cognata sono menzionati molto brevemente, ma non per nome. Nel sequel Rossella di Alexandra Ripley, i genitori Butler si chiamano Steven ed Eleanor, il fratello minore Ross. In questo sequel, Rhett sposa Anne Hampton dopo aver divorziato da Rossella e si ricongiunge con Rossella solo dopo la morte di Anne. Lui e Rossella hanno una seconda figlia chiamata Katie "Gatto".
Nel prequel e sequel autorizzati Il mondo di Rhett i suoi genitori si chiamano Langston ed Elizabeth, mentre suo fratello Julian. In questo romanzo, il figlio di Bella Watling ha un ruolo importante; alla fine si rivela essere il figlio di un altro uomo anche se credeva che Rhett fosse suo padre.

## Recensione del personaggio

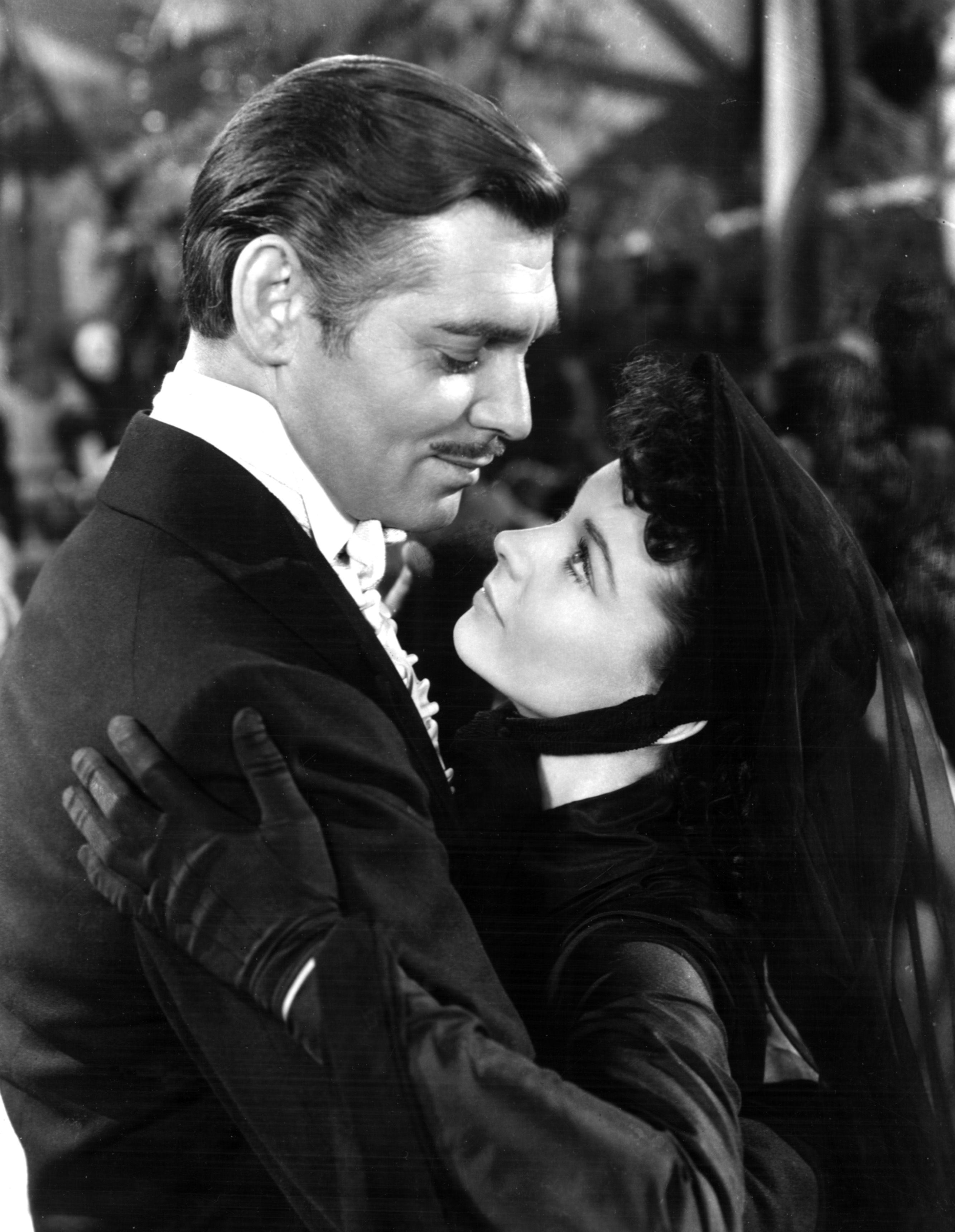
Clark Gable e Vivien Leigh in una scena tratta del film Via col vento

Michael Sragow di Entertainment Weekly ha paragonato Butler a James Bond, sostenendo che entrambi i personaggi condividono un senso analitico, sono bravi a sedurre le donne "ambivalenti" e sono " maestri di manovra dietro le linee nemiche ".